# Vakyapadiya
Vākyapadīya (devanāgarī: वाक्यपदीय), qui signifie « à propos de la phrase et du mot », est un traité de grammaire en langue sanskrite composé par le grammairien et philosophe Bhartrihari au VIe siècle de notre ère.